# Halime Hatun
Halime Hatun (en turco otomano: حلیمہ خاتون; “la paciente”) (Konya, ¿1205? - Söğüt, c.1282), fue según el folclore otomano, la esposa de Ertuğrul, bey de la tribu Kayı de los Oğuz y madre de Osman I, líder de los osmanlíes, la dinastía que estableció y gobernó el Imperio otomano.

## Origen
Sus orígenes son desconocidos, más que nada se le acepta como una mujer de la nobleza turcomana. Antiguamente era llamada "Hayme Ana" y "Khaimah". Ya que no se menciona en absoluto en ningún texto histórico otomano, solo se le empieza a conocer debido al folclore otomano. El único texto en el que podría verificarse su existencia es que su nieto, Orhan I, creó una fundación con el nombre de ella.
Según menciones en leyendas otomanas posteriores, ella era la hija de un bey turcomano. Algunas leyendas la describen como la madre de Osman I, sin embargo, el historiador Heath W. Lowry y varios más, afirman que se desconoce el verdadero nombre de la madre de Osman. El lugar de enterramiento de Halime Hatun se encuentra en el jardín de la tumba de Ertuğrul Gazi en Söğüt. La tumba de ella y su esposo fue construida por Abdul Hamid II en el  siglo XIX.

## Familia
Se casó con Ertuğrul Gazi, bey de la tribu Kayı de los turcos Oghuz. Tuvo tres hijos:
- Gündüz Alp (1235 - 1306);
- Saru Batu Savcı Bey (1249 - 1287);

- Osman I (1258 - 1326), líder de los osmanlíes y primer sultán del Imperio Otomano, que se mantuvo en pie entre 1299 y 1922;